# Sigismund von Hocke
Sigismund Ernst Friedrich George von Hocke (geb. 12. September 1771 in Aslau (Schlesien); gest. 9. Februar 1831 in Poselwitz) war ein preußischer Landrat.

## Herkunft

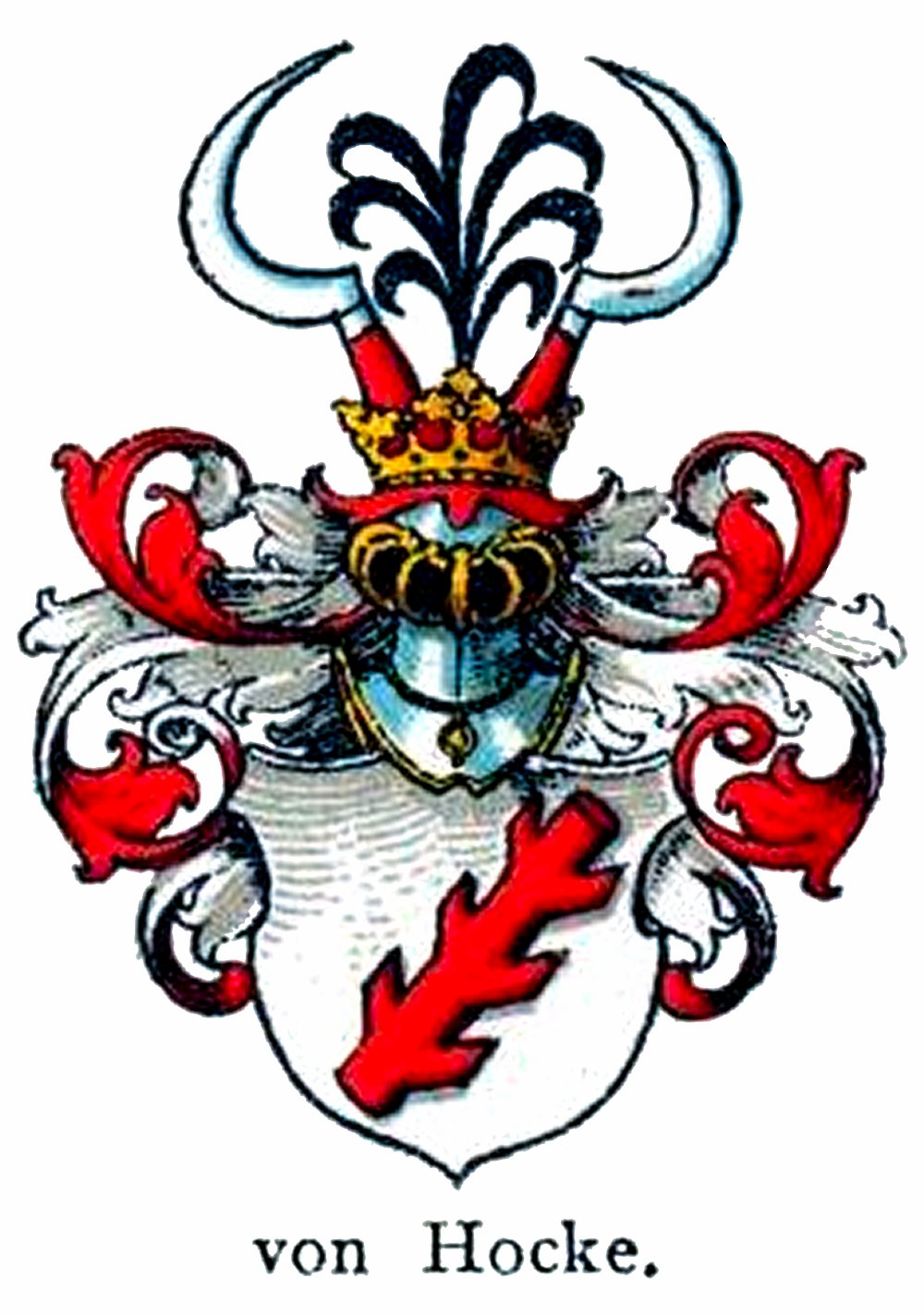
Stammwappen derer von Hocke

Sigismund Ernst Friedrich George von Hocke war Angehöriger des schlesischen Adelsgeschlechts Hocke. Er war ein Sohn von Sigismund Ernst Friedrich George von Hocke (1727–1802) und dessen Ehefrau (⚭ 30. März 1753) Eleonore Sophie von Oppel († 1783), verwitwete von Pöllnitz.

## Leben
Sigismund von Hocke saß auf Aslau und Zisken im Kreis Bunzlau und war Marschkommissar und Landesältester. Im Jahr 1813 wurde er Nachfolger des verstorbenen Christian Ferdinand von Richthofen als Landrat des Kreises Striegau. Das Amt als Landrat übte er bis zum Jahr 1818 aus, Nachfolger wurde Carl von Richthofen.

## Familie
Sigismund von Hocke war seit dem 9. Oktober 1797 in Dambritsch mit Luise Helene Ernestine Pertke von Pertkenau (1782–1814) verheiratet, ihre Kinder waren:
- Karl Sigismund (1801–1875)
- Hermann Ferdinand Sigismund (1806–1878)
- Louis (1809–1864)